# Corydoras haraldschultzi
Corydoras haraldschultzi é um peixe tropical, de água doce, pertencente à subfamília Corydoradinae, família Callichthyidae.
É originário das águas interiores da América do Sul, podendo ser encontrado no Brasil e na Bolívia. Foi descrito originalmente por J. Knaack, em 1962.